# Морозов, Александр Александрович (художник)
Александр Александрович Морозов (род. 22 марта 1974, Ворошиловград) — российский художник. Круг интересов художника — пределы искусства и вопросы формирования культурной памяти. Александра Морозова интересует искусство, переросшее свои формальные границы, сделавшиеся философией, антропологией, социологией.

## Биография
Морозов Александр родился в 1974 в Луганске.
Окончил Луганское художественное училище в 1994 г.
C 1996 по 2002 учился в Санкт-Петербургском государственном институте живописи, скульптуры и архитектуры имени И. Е. Репина.
В 1999—2000 гг. прошел обучение по программе «Практикум. Новые технологии в современном искусстве» в Институте Про Арте, Санкт-Петербург.
Автор звуковых инсталляций. Занимается живописью, скульптурой и инсталляцией. Номинант премии Artaward International Strabag (Австрия, 2013), премии Сергея Курехина (2013), Премии Кандинского в номинации «Проект года» (2019). Лауреат Премии Сергея Курёхина, (2019) в номинации «Лучший визуальный проект» за проект «Акчим. Координаты» показанный в Пермской государственной художественной галерее.

## Персональные выставки
- 2019 — «Железнодорожная опера».[2] Музей российские железные дороги. Санкт-Петербург
- 2018 — «Акчим. Координаты 60°28′35″ с. ш. 58°02′53″ в. д.»[3]. Пермская государственная художественная галерея. Пермь
- 2015 — «Cosa Mentale», Галерея Марины Гисич, Санкт-Петербург[4]
- 2014 — «Что ты видишь?». Галерея Art re.Flex, Санкт-Петербург[5]
- 2014 — «Сад». Библиотека книжной графики, Санкт-Петербург
- 2012 — «Factum». Галерея «Люда» Экспресс" в Новой Голландии, Санкт-Петербург
- 2012 — «Человеческий фактор» с Александром Артёмовым, Algallery, Санкт-Петербурга
- 2012 — «Эффект Золушки», Галерея «Navicula Artis», Санкт-Петербург
- 2010 — «Облучение», Галерея «Navicula Artis», Санкт-Петербург
- 2009 — «Классический сад немецкого романтизма», Ботанический музей РАН, Санкт-Петербург

## Избранные коллективные выставки
- 2020 — 2-я Триеннале российского современного искусства[6] «Красивая ночь всех людей». МСИ «Гараж». Москва
- 2020 — «НЕМОСКВА НЕ ЗА ГОРАМИ»[7]. Проект в рамках платформы NEMOSKVA. ЦВЗ Манеж, Санкт-Петербург
- 2020 — «Чрезвычайное положение», Галерея Триумф, Москва[8]
- 2019 — «Ангелы в искусстве XX‒XXI веков». Русский музей. Санкт-Петербург
- 2018 — «Другие берега», ЦВЗ Манеж, Санкт-Петербург
- 2017 — «Ловушка для звезд». Галерея Культпроект, Москва
- 2016 — «New Art from St. Petersburg», Тартусский дом искусства, Тарту
- 2015 — «Практики соприкосновения», XI Красноярская музейная биеннале. Красноярск
- 2015 — «Нет времени», специальный проект 6-й Московской биеннале современного искусства. Центр современного искусства ВИНЗАВОД, Москва
- 2015 — 3-я Уральская индустриальная биеннале современного искусства. Программа арт-резиденций. Екатеринбург
- 2014 — «Цемента», Галерея Борей, Санкт-Петербург
- 2014 — «Другая Столица», Государственный музей Москвы, Москва[9]
- 2014 — «Черная зависть» в рамках параллельной программы Манифеста 10, Галерея Борей, Санкт-Петербург[10][11]
- 2014 — «Коммунальное гетто». В рамках «Квартирное Искусство как Домашнее Сопротивление» Публичной программы Манифеста 10, Санкт-Петербург
- 2014 — «Сигнал», «КБ Сигнал», Санкт-Петербург
- 2014 — «Познавая искусство», Санкт-Петербургская Государственная библиотека для слепых, Санкт-Петербург
- 2014 — «Познавая искусство», Арсенал, Нижний Новгород
- 2014 — «Zoo-Zoo», Государственный Дарвиновский музей, Москва
- 2014 — «Спасение Венеции», Галерея Марины Гисич, Санкт-Петербург
- 2014 — «Пьяная выставка к столетию русского авангарда», Галерея Борей, Санкт-Петербург
- 2013 — XI Биеннале графики стран Балтийского моря. Калининградский областной музей «Художественная галерея». Калининград
- 2013 — «Физиология Санкт-Петербурга», галерея Навикула Артис, Санкт-Петербург
- 2013 — «Фестиваль Арт-проспект», Санкт-Петербург[12]
- 2013 — «Navicula Artis» 1992—2012. Найдено в Петербурге, галерея Культпроект, Москва
- 2012 — «Baltic Biennale/ Балтийская биеннале», Rizzordi Art Foundation, Санкт-Петербург
- 2012 — «Nel Modo Russico», Галерея Ten 43, Нью-Йорк, США
- 2012 — «Большой формат», Algallery, Санкт-Петербург
- 2012 — «10⁻⁹», галерея 3H+K GALLERY, Пори, Финляндия
- 2010 — «Смертная казнь. Pro и contra» (инсталляция «Регистрация предсмертного опыта»), с Евгенией Рыжковой, Музей политической истории, Санкт-Петербург
- 2001 — «Microfest 01 Pro», институт Про Арте, Санкт-Петербург
- 1999 — «Divietodisosta». Галерея Artezero, Милан, Италия
- 1999 — «Лики Святого», галерея Новой Академии Изящных искусств, Санкт-Петербург

## Галерея
- Александр Морозов. Дух покровитель дома, 2014. Яичная темпера на доске. 42 × 32 × 3 cм
- Александр Морозов. Лампа. 2014. Яичная темпера на доске. 42 × 32 × 3 cм
- Александр Морозов. Рабочие брюки. 2014. Яичная темпера на доске. 42 × 32 × 3 см
- Александр Морозов. Cosa Mentale №8. 2018. Яичная темпера на доске. 55 × 57 × 3 см
- Александр Морозов.Озерки. 2016. Яичная темпера на доске. 53,5×42,8×3 см